# Marcel Godin
Pour les articles homonymes, voir Godin.
Marcel Godin est un écrivain québécois né à Trois-Rivières, le 10 mars 1932 et décédé le 17 avril 2008 à Montréal. 
Tour à tour journaliste, concepteur d'émissions pour la radio et la télévision, conseiller en information et conseiller pour l'enseignement de la langue seconde auprès du ministère de l'Éducation du Québec, directeur et conseiller d'édition, c'est toutefois en littérature que Marcel Godin se taillera une place de choix. Son premier livre, La cruauté des faibles, paraît en 1961 et est accueilli comme un événement littéraire.   
Marcel Godin est membre fondateur de l'Union des écrivains québécois. Il était également le cousin du poète et homme politique Gérald Godin.

## Œuvre
Le fonds d’archives Marcel Godin (MSS39) est conservé au centre BAnQ Vieux-Montréal de Bibliothèque et Archives nationales du Québec.

## Romans, nouvelles et poésie
- La cruauté des faibles, nouvelles, Montréal, Éditions du Jour, 1961; Montréal, Les herbes rouges, 1988;
- Ce maudit soleil, roman, Paris, Robert Laffont, 1965; Montréal, Petite collection Lanctôt, 2000; Montréal, TYPO, 2014;
- Une dent contre Dieu, roman, Paris, Robert Laffont, 1969;
- Danka, roman, L'Actuelle, 1976;
- Confettis, nouvelles, Montréal, Éditions internationales Alain Stanké, 1976, Montréal, H.M.H, 1979;
- Manuscrit, poésie, Montréal, Éditions internationales Alain Stanké, 1978;
- Maude et les fantômes, roman, Montréal, l'Hexagone, 1985;
- Après l'Éden, nouvelles, Montréal, l'Hexagone, 1986
- Les anges, roman, Paris, Robert Laffont, 1988;
- Le chemin de la lune, roman, Montréal, VLB éditeur, 1993

## Radio
Adaptation radiophonique des Aventures de Tintin à la radio de Radio-Canada (CBF 690) en 1961 . Texte : Marcel Godin. Réalisation : Gérard Binet. Comédien : Jean-Besré (Tintin).
Les saisons, une série d'émissions diffusée sur les ondes de Radio-Canada International et qui fut gravée ultérieurement sur disque dans la collection Transcription (Stereo, F-258, MS-13517), 1978. Texte : Marcel Godin. Réalisation : Pierre Labelle. Musique : Claire Bourbonnais. Lecteurs : Dyne Mousso (L'été) ; Jacques Godin (l'Automne) ; Edgar Fruitier (L'hiver) et ; Albert Millaire (Le printemps)

## Télévision

### Émissions pour enfants
Co-scénariste avec Guy Fournier de Bidule de Tarmacadam , une série télévisée jeunesse en 127 épisodes de 30 minutes réalisée par Hubert Blas et diffusée entre le 29 septembre 1966 et 1970 à la télévision de Radio-Canada. Voir aussi, La boîte à souvenirs. 
Co-scénariste avec Guy Fournier et Claude Fournier de O.K. Shérif, une série télévisée jeunesse en 26 épisodes de 30 minutes réalisée par Gilles Delorme et diffusée originellement durant la saison 1967-1968 de l'émission La Boîte à Surprise sur les ondes de Radio-Canada.

### Télé-théâtre
Partie remise, télé-théâtre présenté à la télévision de Radio-Canada en 1968. Texte : Marcel Godin. Réalisation : Jean-Paul Fugère. Comédiens : Catherine Bégin, Guy Sanche et Gérard Poirier. 

## Théâtre
«Julien Julien», Théâtre du Nouveau Monde (TNM), mai-juin 1973 ,,. Mise en scène: Jacques Létourneau. Comédiens: Jean Besré (Julien), Gisèle Schmidt (mère) et Louise Portal (Sophie). Musique: Ginette Bellavance

## Prix et récompenses
- 1986 - Grand Prix du Journal de Montréal, Maude et les fantômes